# Cala Mosques (l'Ametlla de Mar)
La cala Mosques és una cala de la costa del municipi de l'Ametlla de Mar (Baix Ebre), situada davant de la urbanització les Tres Cales, entre la cala Forn, al nord-est, i la cala del Torrent del Pi, al sud-oest. Rodejada de pins, forma una badia natural en què les seves aigües no superen els sis metres de profunditat. Hi desemboca el barranc de Cala Mosques. És rocosa.